# Молев, Александр Евгеньевич
Александр Евгеньевич Молев (31 мая 1967, Ленинград, СССР) — российский футболист, защитник.

## Биография
Воспитанник ленинградской спортшколы «Смена». В 1986 году находился в составе «Зенита», однако за основную команду не играл. На несколько лет прерывал карьеру в большом футболе, пока в 1992 году он оказался в петербургском «Галаксе». В следующем году попал в «Прометей-Динамо», который выступал во Второй лиге. Первенство 1994 года начал в рыбинском «Вымпеле», по ходу сезона уехал в Китай, где играл за клуб второй лиги «Тяньцзинь Локомотив».
Вернувшись в Россию, некоторое время выступал на любительском уровне, пока не переехал в Эстонию. Некоторое время защищал цвета команды Мейстрилиги «Нарва-Транс»: в ней он играл вместе с другими футболистами из Санкт-Петербурга и Ленинградской области Михаилом Коротаевым и Сергеем Жабыко. Завершил карьеру в «Кондопоге».
Принимал участие в петербургских городских турнирах по футболу и в соревнованиях среди ветеранов.